# Coutarnoux
Coutarnoux es una localidad y comuna francesa situada en la región de Borgoña, departamento de Yonne, en el distrito de Avallon y cantón de L'Isle-sur-Serein.

## Demografía
| 361 | 369 | 353 | 307 | 421 | 409 | 363 | 354 | 312 | 319 | 312 | 321 | 315 | 300 | 277 | 272 | 220 | 230 | 221 | 199 | 173 | 156 | 153 | 137 | 133 | 139 | 108 | 110 | 91 | 85 | 99 | 98 | 100 |
| Para los censos de 1962 a 1999 la población legal corresponde a la población sin duplicidades (Fuente: INSEE [Consultar]) |     |     |     |     |     |     |     |     |     |     |     |     |     |     |     |     |     |     |     |     |     |     |     |     |     |     |     |    |    |    |    |     |

Gráfico de la evolución de la población de la comuna